# Station-Voice
Station-Voice (auch Stationvoice) ist die scheinanglizistische Bezeichnung für einen Sprecher, der für einen Hörfunk- oder Fernsehsender den überwiegenden Teil der bzw. alle programmlichen Rahmenelemente spricht, z. B. Trailer, Jingles oder Teaser zu Beginn einer Sendung oder einer Senderubrik bzw. als Trenner zwischen verschiedenen Programmelementen.
Die Stimme soll dabei zur Corporate Identity des Senders passen. Ob männliche oder weibliche Stimmen eingesetzt werden, hängt unter anderem von der Zielgruppe, der Marketingstrategie, dem Image oder der Musikfarbe des Senders ab. Grundsätzlich soll vermieden werden, dass die Station-Voice im Programm auch an anderer Stelle (Moderation, Sprecher für Produktwerbung) auftaucht. Darüber hinaus gibt es häufig Exklusiv-Vereinbarungen, nach denen die Station-Voice für keinen anderen Sender im Gebiet als Station-Voice tätig sein darf (Gebietsschutz).

## Beispiele für Station-Voices
- Ingo Albrecht (aktuell Ostseewelle und Nordseewelle, ehemals bei radio ffn sowie 100’5 Das Hitradio)
- Michael Brennicke (Tele 5 und kabel eins)
- Dagmar Dempe (Bayern 2, bis 2024)
- Daniela Hoffmann (Radio Paradiso, Klassik Radio, Disney Channel und Sat.1 Gold)
- Ernst Meincke (hr-info)
- Oliver Mink (ProSieben und Disney Channel)
- Anne Moll (Hit Radio FFH, seit August 2024)
- Tobias Nath (VIVA, The Voice of Germany und The Voice Kids)
- Wolfgang Pampel (ORF)
- Tilo Schmitz (ProSieben, Sat.1 und Welt)
- Julian Sengelmann (SWR1 BW, seit 2025)
- Robert Steudtner (Eins Live (ehemals) und seit 2014 für RTL Television)
- Ulrike Stürzbecher (Sixx, seit 2014)
- Peter Urban (NDR 2, 1995 bis 1998)